# Balon na ogrzane powietrze

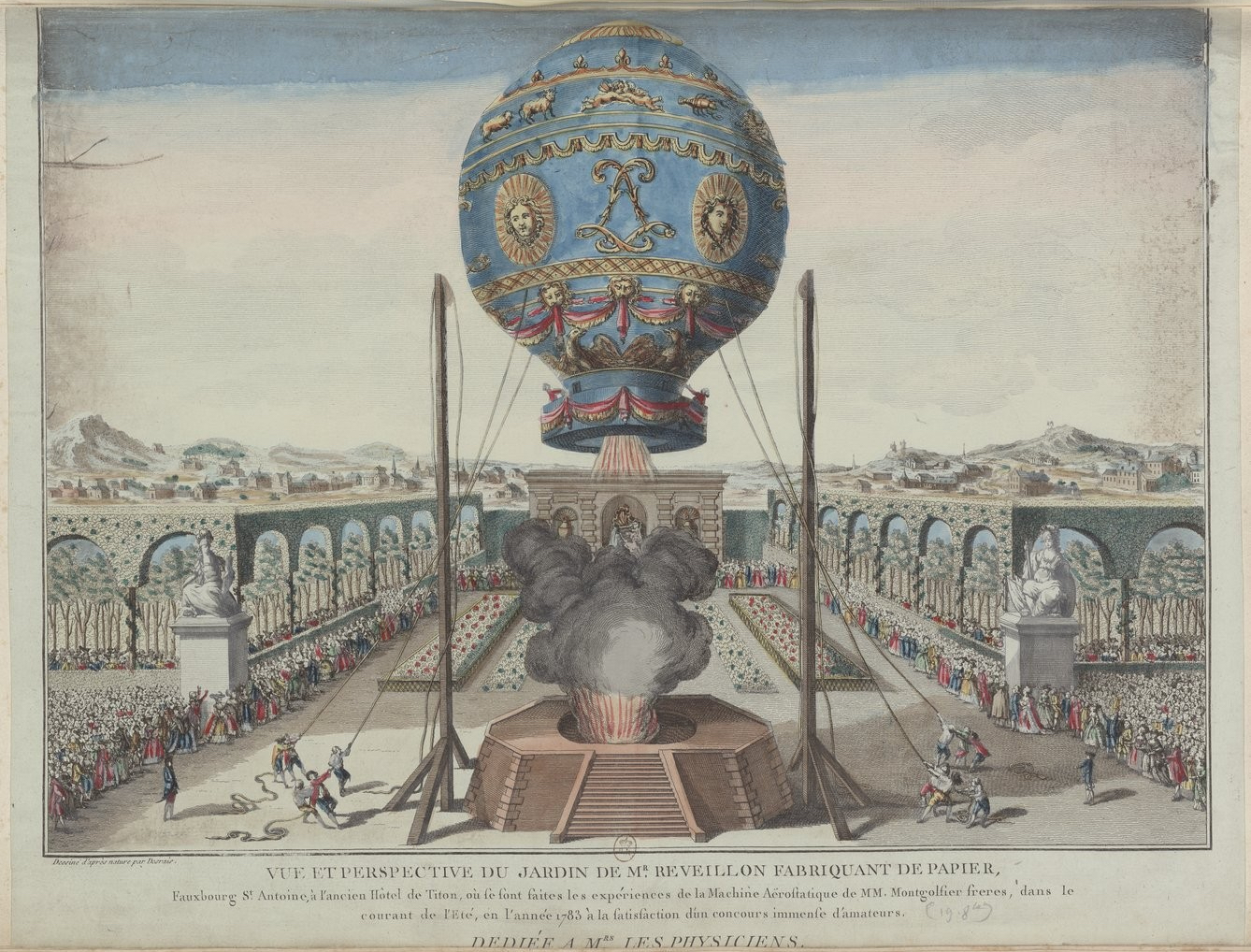
Montgolfiera

Balon współczesny: SP-BZP, pierwszy balon Harcerskiego Klubu Balonowego (najstarszy istniejący polski balon n.o.p.)

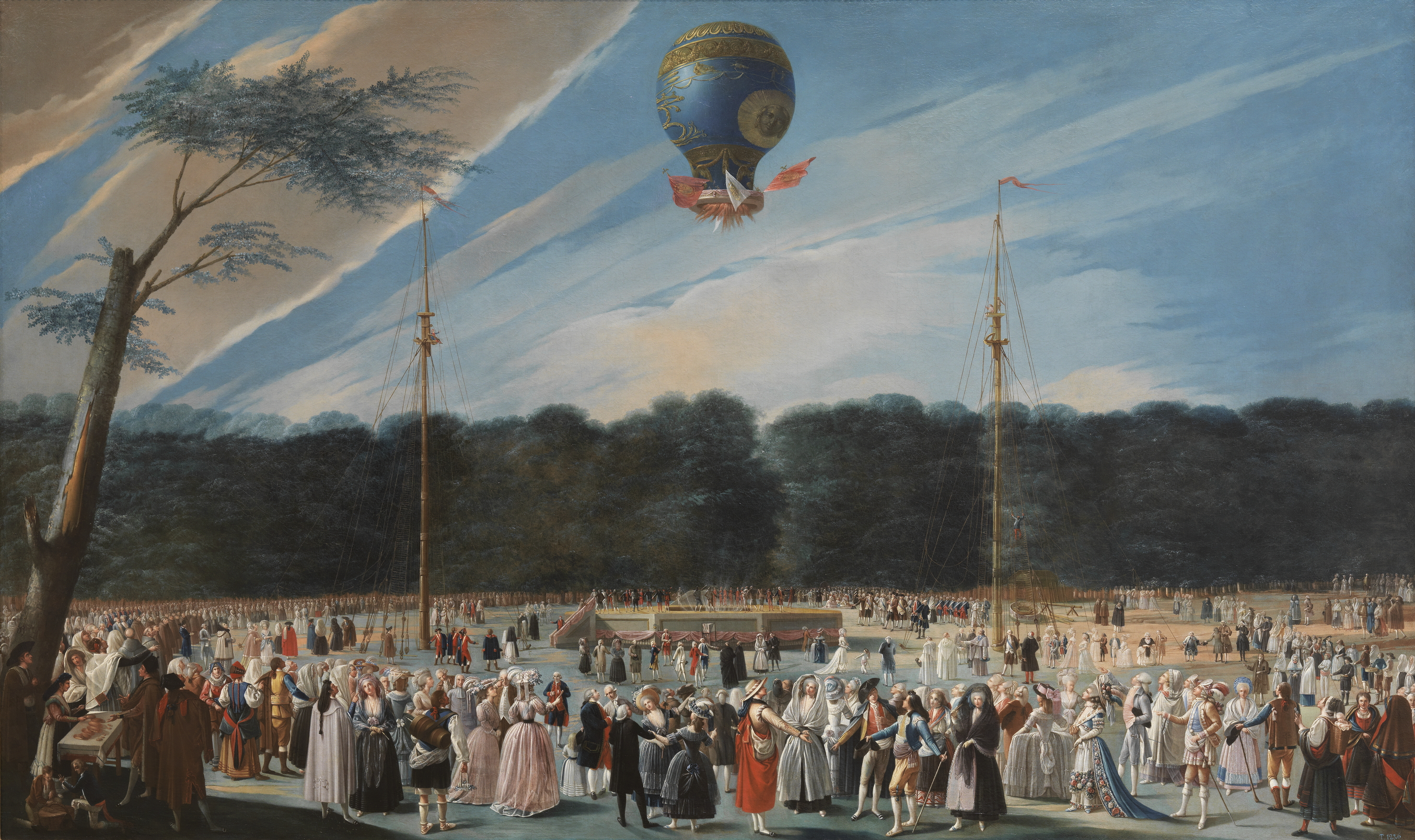
Wzniesienie się balonu Montgolfierów w ogrodach Aranjuezu, obraz Antonia Carnicera

Balon na ogrzane powietrze – rodzaj balonu, w którym siła nośna wynika z różnicy gęstości ogrzanego powietrza wewnątrz i chłodniejszego na zewnątrz balonu.

## Historia
Pierwsze balony na ogrzane powietrze zostały zbudowane przez braci Montgolfier w 1782 roku, od których nazwiska ten typ balonu był pierwotnie określany montgolfiera, w odróżnieniu od balonów napełnianych lżejszym od powietrza gazem, zwanymi – od nazwiska ich wynalazcy Jacques’a Alexandre’a Charles’a – charlierami (pol. szarlierami).
Pierwszy bezzałogowy lot balonu o trzymetrowej średnicy czaszy odbył się 14 grudnia 1782 roku. Balon, nad którym utracono wówczas kontrolę, przeleciał dwa kilometry, po wylądowaniu został zniszczony przez ciekawskich. Pierwszą publiczną prezentację balonu na ogrzane powietrze bracia Montgolfier przeprowadzili na łące koło Annonay 4 czerwca 1783 roku. Ich balon wzniósł się na wysokość 2000 m i w czasie 10-minutowego lotu przebył odległość blisko 2 km.
Materiałami używanymi do budowy montgolfier były papier, płótno lub jedwab. Do ogrzewania powietrza w montgolfierze używano płomieni ogniska, z czego wynikał jej mały udźwig i niewielki zasięg. Renesans balonów na ogrzane powietrze nastąpił w latach 60. XX w., kiedy do ogrzewania powietrza zaczęto używać palników zasilanych propanem.

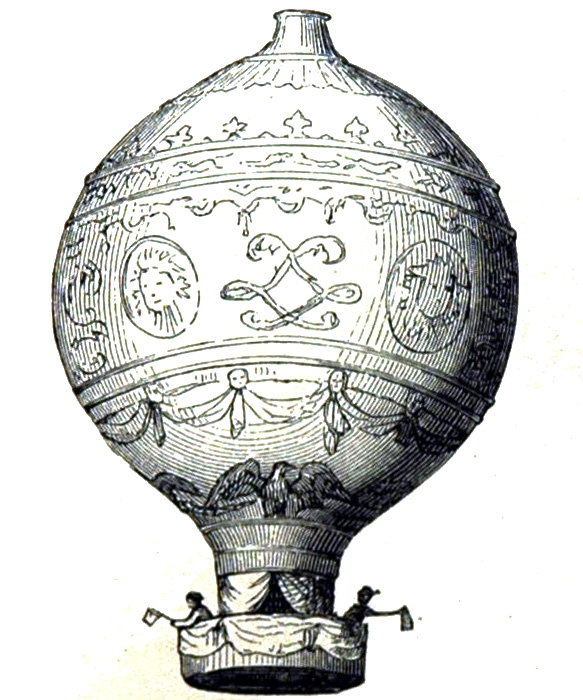
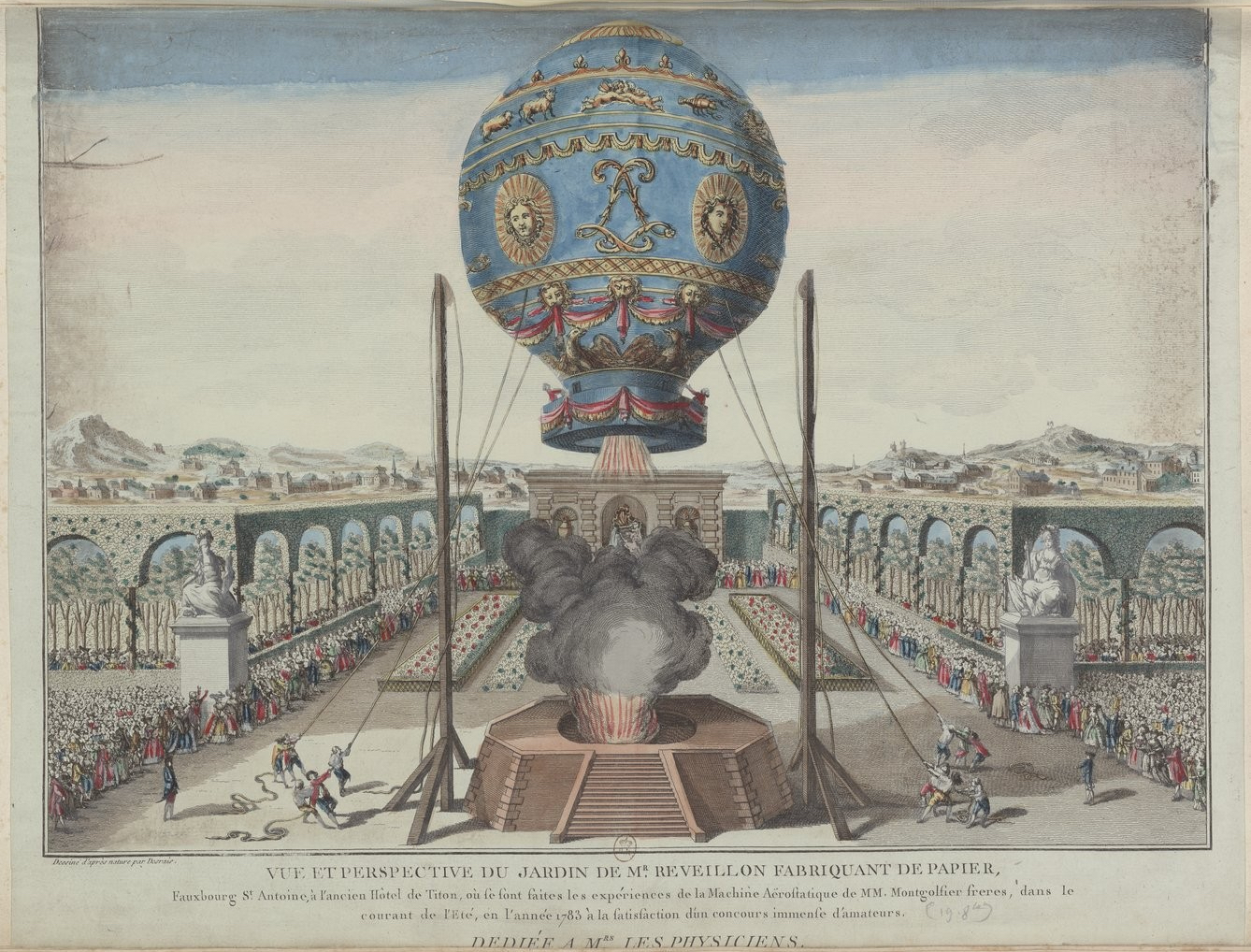
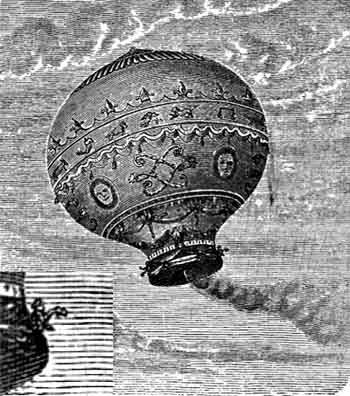
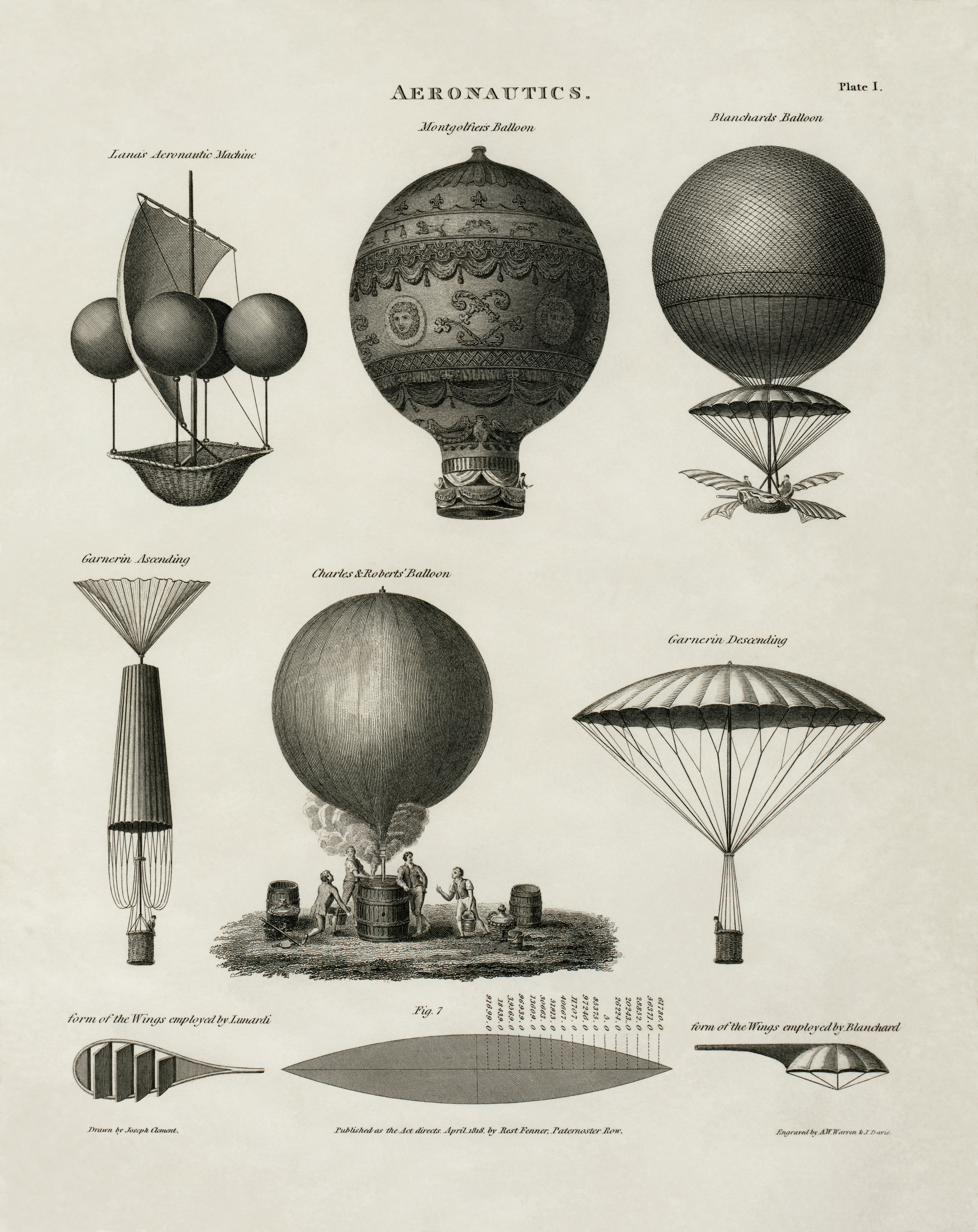
Wczesne projekty balonów

## Fizyczna zasada działania
Zgodnie z prawem Archimedesa siła nośna balonu jest równa:
{\displaystyle F=gV\left(\rho _{zewn}-\rho _{wewn}\right)}
gdzie:
- V – objętość balonu (może być mniejsza, gdy balon nie jest całkowicie wypełniony)
- ρ – gęstość gazu (np. powietrza)
- g – przyspieszenie ziemskie

Siła ta jest równoważona przez wagę samego balonu oraz jego ładunku. Należy zwrócić uwagę na to, że siła nośna balonu zmienia się z wysokością, gdyż z wysokością zmienia się gęstość powietrza. Jeżeli weźmiemy pod uwagę temperaturę T na zewnątrz i wewnątrz balonu, to zgodnie z równaniem Clapeyrona dla tego samego ciśnienia (dla balonu otwartego – ten sam gaz wewnątrz i na zewnątrz):
{\displaystyle \rho _{zewn}T_{zewn}=\rho _{wewn}T_{wewn}}
skąd:
{\displaystyle F=gV\rho _{zewn}\left(1-{\frac {T_{zewn}}{T_{wewn}}}\right)}
Widać, że nawet przy bardzo silnym ogrzaniu wnętrza balonu (ograniczeniem jest wytrzymałość powłoki – musi być cienka i lekka aby ograniczyć masę balonu), ograniczeniem będzie gęstość powietrza silnie obniżająca się wraz ze wzrostem wysokości. Pokonanie dużych wysokości wymaga stosowania bardzo dużych objętości balonu i raczej innych gazów niż powietrze – ze względów bezpieczeństwa zamiast najlżejszego gazu, czyli wodoru stosuje się hel. Często też balon na gorące powietrze może zawierać wewnątrz mniejszy napełniony helem, co oszczędza paliwo, zwiększa siłę nośną, oraz pozwala łatwo sterować wysokością lotu balonu.

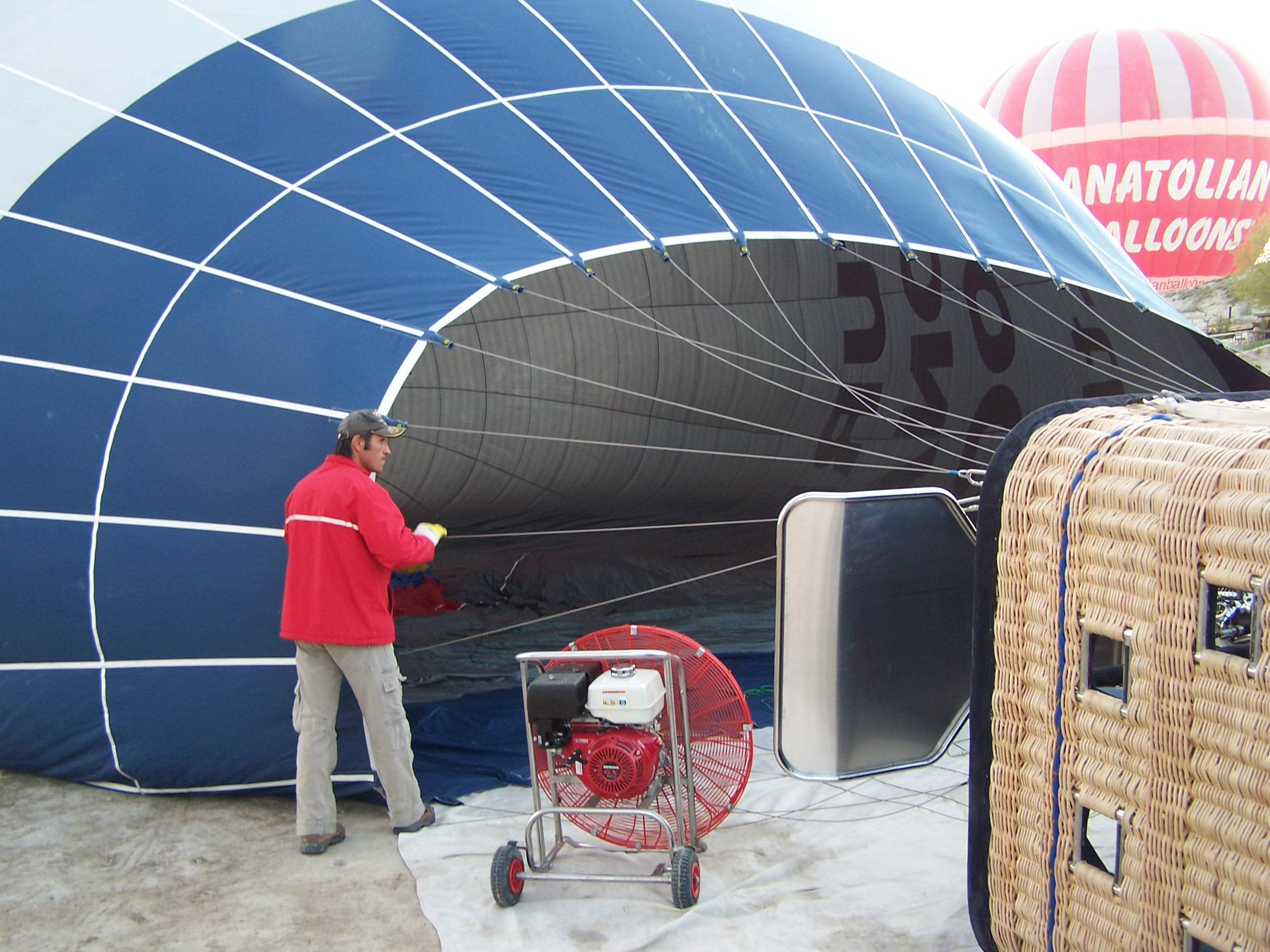
Wstępne nadmuchiwanie zimnym powietrzem
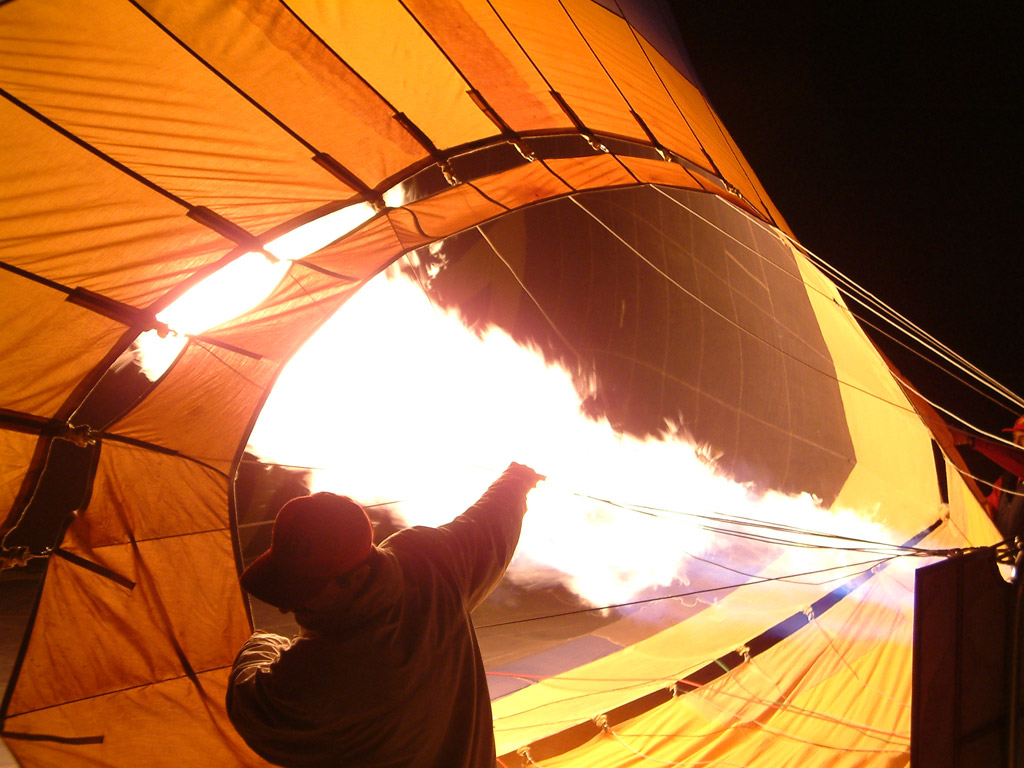
Napełnianie balonu rozgrzanym powietrzem
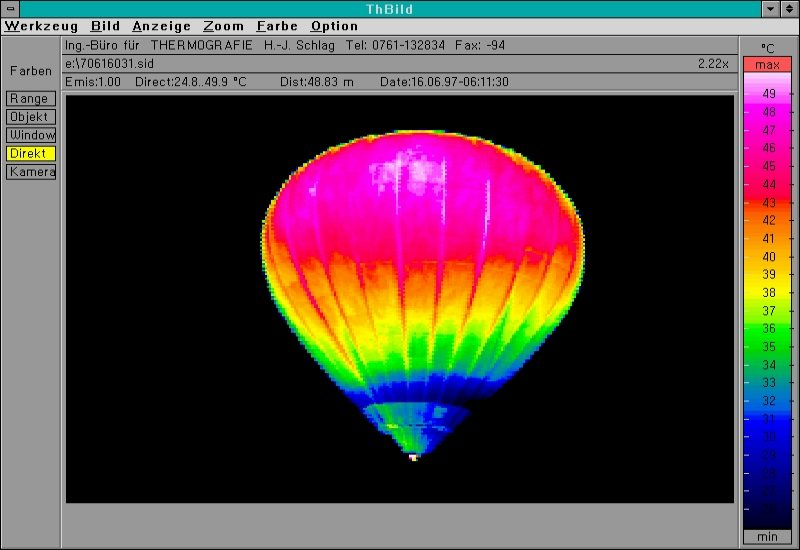
Rozkład temperatur w czaszy napełnionego balonu
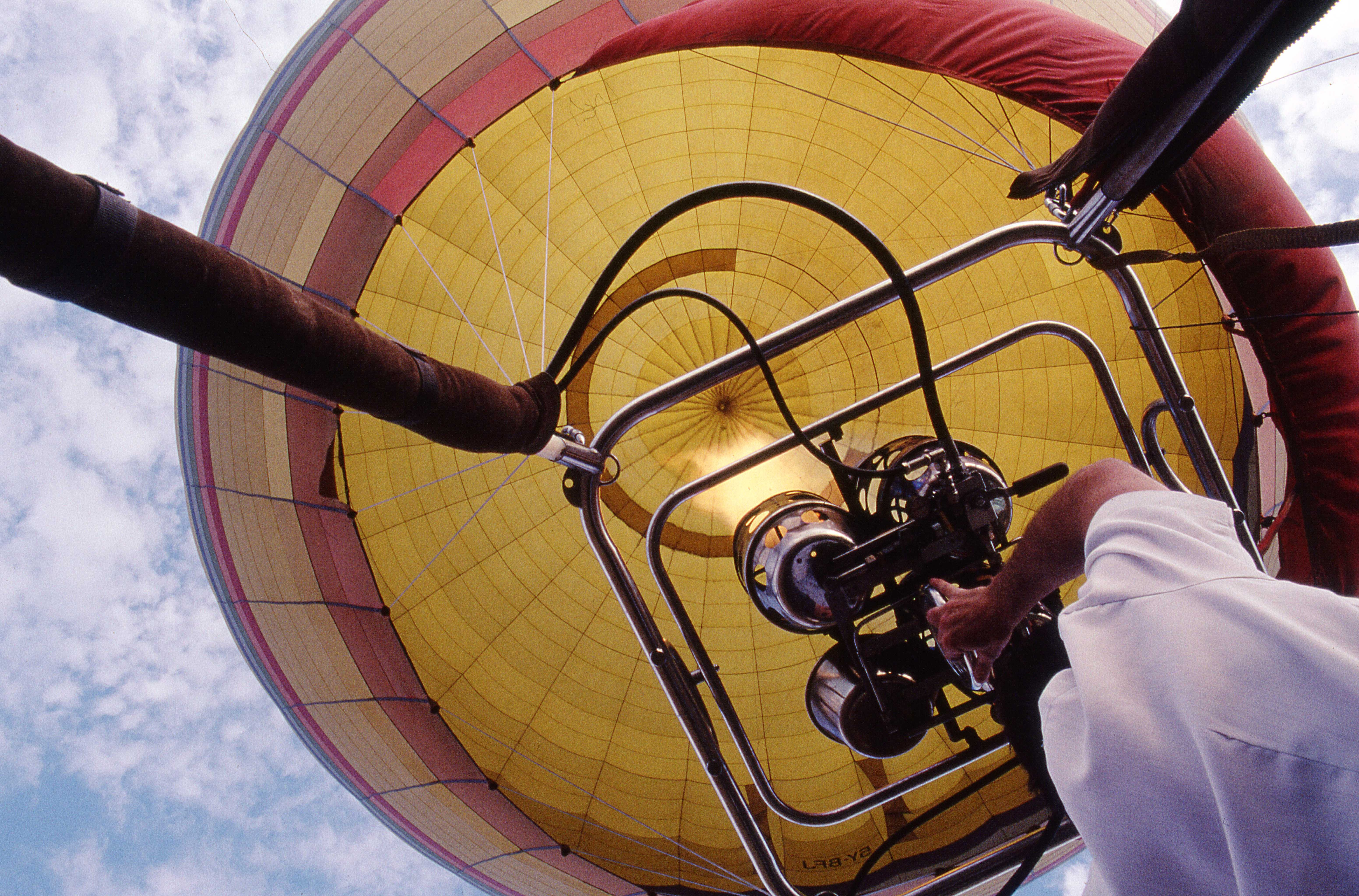
Podgrzewanie powietrza w czasie lotu